# Italie aux Jeux olympiques de 1920
L'Italie a participé aux Jeux d'été pour la cinquième fois aux Jeux d'Anvers en 1920.
Avec vingt-trois médailles (treize d'or, cinq d'argent et cinq de bronze), les athlètes italiens, emmenés par le gymnaste Nedo Nadi, se sont classés à la septième place du classement des nations.

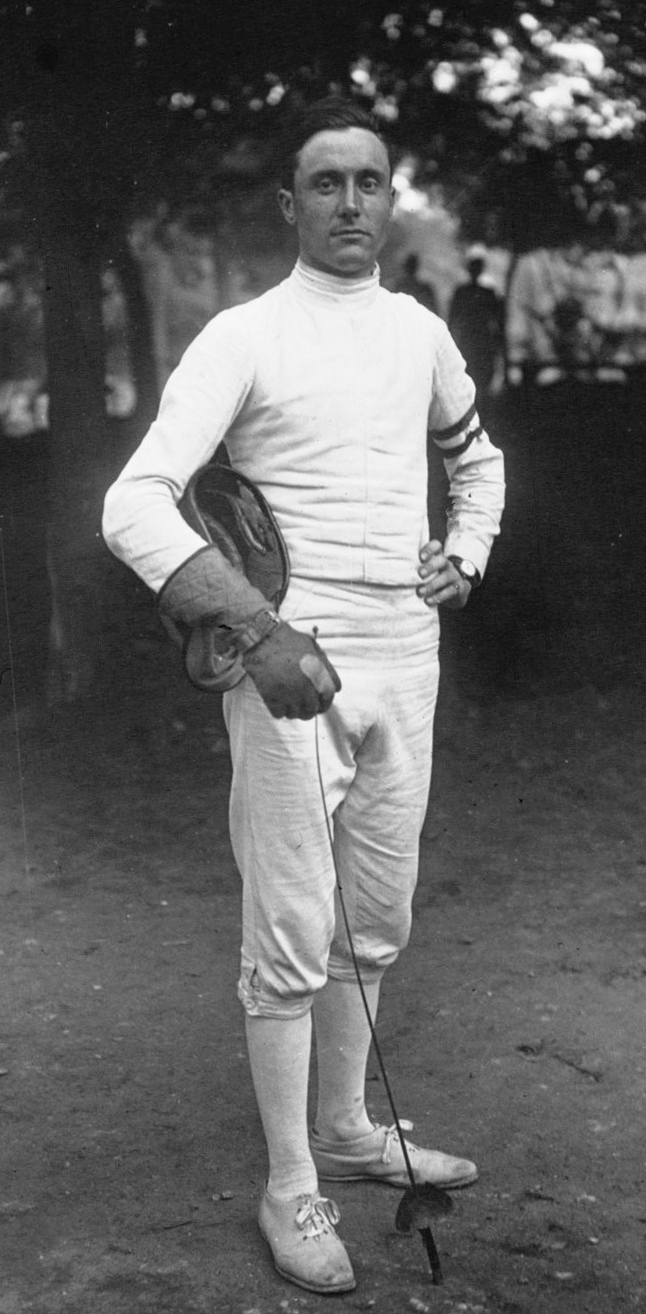
Nedo Nadi double champion olympique (fleuret et sabre).

## Liste des médaillés italiens

### Médailles d'or
| Sport               | Discipline                  | Sportifs | Performance        |
| Médailles d'or : 13 |                             | |                    |
| Athlétisme          | 3 km marche (H)             | Ugo Frigerio | 13 min 14 s 2 (RO) |
| Athlétisme          | 10 km marche (H)            | Ugo Frigerio | 48 min 06 s 2      |
| Aviron              | Deux avec barreur           | Ercole Olgeni Giovanni Scatturin Guido De Filip | 7 min 56 s 0       |
| Cyclisme sur piste  | Poursuite par équipe (H)    | Primo Magnani Arnaldo Carli Ruggero Ferrario Franco Giorgetti | 5 min 14 s 2       |
| Equitation          | Saut d'obstacles individuel | Tommaso Lequio di Assaba |                    |
| Escrime             | Fleuret individuel (H)      | Nedo Nadi |                    |
| Escrime             | Sabre individuel (H)        | Nedo Nadi |                    |
| Escrime             | Fleuret par équipe (H)      | Aldo Nadi Nedo Nadi Abelardo Olivier Pietro Speciale Rodolfo Terlizzi Oreste Puliti Tommaso Costantino Baldo Baldi |                    |
| Escrime             | Épée par équipe (H)         | Aldo Nadi Nedo Nadi Abelardo Olivier Giovanni Canova Dino Urbani Tullio Bozza Andrea Marrazzi Antonio Allochio Tommaso Costantino Paolo Emilio Thaon di Revel |                    |
| Escrime             | Sabre par équipe (H)        | Aldo Nadi Nedo Nadi Francesco Gargano Oreste Puliti Italo Santelli Dino Urbani Frederico Secondo Ceserano Baldo Baldi |                    |
| Gymnastique         | Concours général            | Giorgio Zampori | 88,35 pts          |
| Gymnastique         | Compétition par équipe      | Arnaldo Andreoli Ettore Bellotto Pietro Bianchi Fernando Bonatti Luigi Cambiaso Luigi Contessi Carlo Costigliolo Luigi Costigliolo Giuseppe Domenichelli Roberto Ferrari Carlo Fregosi Romualdo Ghiglione Ambrogio Levati Francesco Loi Vittorio Lucchetti Luigi Maiocco Ferdinando Mandrini Lorenzo Mangiante Antonio Marovelli Michele Mastromarino Giuseppe Paris Manlio Pastorini Ezio Roselli Paolo Salvi Giovanni Tubino Giorgio Zampori Angelo Zorzi | 359,855 pts        |
| Haltérophilie       | Lourds +82.5 kg             | Filippo Bottino | 270,0 kg           |

### Médailles d'argent
| Sport                  | Discipline                  | Sportifs                                                           | Performance  |
| Médailles d'argent : 5 |                             |                                                                    |              |
| Aviron                 | Deux de couple              | Erminio Dones Pietro Annoni                                        | 7 min 19 s 0 |
| Equitation             | Saut d'obstacles individuel | Alessandro Valerio                                                 |              |
| Equitation             | Concours complet par équipe | Ettore Caffaratti Garibaldi Spighi Giulio Cacciandra Carlo Asinari |              |
| Escrime                | Sabre individuel (H)        | Aldo Nadi                                                          |              |
| Haltérophilie          | Moyens 67.5-75 kg           | Pietro Bianchi                                                     | 237,5 kg     |

### Médailles de bronze
| Sport                   | Discipline                  | Sportifs                                                            | Performance     |
| Médailles de bronze : 5 |                             |                                                                     |                 |
| Athlétisme              | 3 000 m steeple (H)         | Ernesto Ambrosini                                                   | 10 min 32 s 0   |
| Athlétisme              | Marathon (H)                | Valerio Arri                                                        | 2 h 36 min 33 s |
| Boxe                    | Plumes 53.5-57.2 kg         | Edoardo Garzena                                                     |                 |
| Equitation              | Concours complet            | Ettore Caffaratti                                                   |                 |
| Equitation              | Saut d'obstacles par équipe | Ettore Caffaratti Alessandro Alvisi Giulio Cacciandra Carlo Asinari |                 |

## Sources
- (en) Cet article est partiellement ou en totalité issu de l’article de Wikipédia en anglais intitulé « Italy at the 1920 Summer Olympics » (voir la liste des auteurs).